# Grinderslev Sogn
Grinderslev Sogn er et sogn i Salling Provsti (Viborg Stift).
I 1800-tallet var Grønning Sogn anneks til Grinderslev Sogn. Begge sogne hørte til Nørre Herred i Viborg Amt. Grinderslev-Grønning sognekommune blev ved kommunalreformen i 1970 indlemmet i Sundsøre Kommune, som ved strukturreformen i 2007 indgik i Skive Kommune.
I Grinderslev Sogn ligger Grinderslev Kirke, der var klosterkirke i det tidligere Grinderslev Kloster.
I sognet findes følgende autoriserede stednavne:
- Breum (bebyggelse, ejerlav)
- Brokholm Sø (ejerlav, vandareal)
- Eskjær (ejerlav, landbrugsejendom)
- Godrum (bebyggelse)
- Grinderslev (bebyggelse, ejerlav)
- Grinderslevkloster (ejerlav, landbrugsejendom)
- Mogenstrup (bebyggelse, ejerlav)
- Nørrevejle (bebyggelse)
- Rælling Huse (bebyggelse)
- Rærup (bebyggelse, ejerlav)
- Slejtrup (bebyggelse)
- Stouby (bebyggelse, ejerlav)
- Vejsmark (bebyggelse, ejerlav)
- Vihøj (bebyggelse)